# Steven Roox
Steven Roox (Tongeren, 15 december 1985) is een Belgisch acteur en ondernemer. Hij speelde onder andere een rol in de musical Frozen en deed mee aan Domino, de zoektocht.

## Biografie
Roox liep middelbare school aan het Heilig Hartcollege in Lanaken. Vervolgens rondde hij een studie Communicatiemanagement af aan de hogeschool PXL. Daarna volgde hij de vooropleiding 7mus aan de Kunstacademie in Antwerpen, om vervolgens muziektheater te studeren aan de Fontys Academy of the Arts in Tilburg.
Hij was gedurende een korte periode lesgever aan het Pyxiscollege in Lanaken.

## Politiek
Op 8 oktober 2006 werd Roox verkozen als gemeenteraadslid in Lanaken, voor de CD&V. In 2011 zegde hij de politiek vaarwel omdat dit moeilijk te combineren bleek met zijn studies in Tilburg.

## Musicals
| Jaar      | Musical                          | Rol               | Producent                           |
| --------- | -------------------------------- | ----------------- | ----------------------------------- |
| 2024-2025 | Frozen                           | Olaf              | Stage Entertainment                 |
| 2023      | The Bodyguard                    | Ray Court         | Stage Entertainment                 |
| 2022-2023 | Tina de Musical                  | Roger Davies      | Stage Entertainment                 |
| 2021-2022 | Come from away                   | Kevin T.          | MediaLane                           |
| 2019      | Sweeney Todd                     | Anthony Hope      |                                     |
| 2019-2020 | Anastasia                        | Tsaar Nicholas II | Stage Entertainment                 |
| 2017-2018 | Was getekend, Annie M.G. Schmidt | Jip               | Stage Entertainment                 |
| 2016-2017 | Ciske de Rat                     | ?                 | Stage Entertainment                 |
| 2015-2016 | Belle en het Beest               | Beest en ensemble | Stage Entertainment                 |
| 2015      | Soldaat van Oranje               | Ensemble          |                                     |
| 2012-2013 | Hij gelooft in mij               | Ensemble          | Joop van den Ende Theaterproducties |

## Televisie
Roox was te zien in de jeugdseries Galaxy Park (2012-2013) en Campus12 (2018), van Studio 100.
Op VRT was hij te zien in het programma Fata Morgana, waarin hij een opdracht met succes afrondde voor Lanaken.
In 2024 sprak Roox diverse stemmen in voor de Disney+-animatieserie Droom Producties.

## Ondernemer
Roox is creatief ondernemer van RooxLive, waarmee hij producties verzorgt in onder andere de Efteling. Hij is tevens oprichter van onder andere The JukeBoxBoys.